# Оватона (Минесота)
Оватона (енгл. Owatonna) град је у америчкој савезној држави Минесота.

## Демографија
По попису из 2010. године број становника је 25.599, што је 3.165 (14,1%) становника више него 2000. године.
| Група             | 2000.          | 2010.          |
| Белци             | 20.604 (91,8%) | 22.172 (86,6%) |
| Афроамериканци    | 351 (1,6%)     | 984 (3,8%)     |
| Азијати           | 223 (1,0%)     | 237 (0,9%)     |
| Хиспаноамериканци | 967 (4,3%)     | 1.868 (7,3%)   |
| Укупно            | 22.434         | 25.599         |